# Beursplein (Rotterdam)
Het Beursplein is een autovrij plein in Rotterdam. Het plein is gelegen tussen de Coolsingel en de Hoogstraat in het centrum van de stad.
Het Beursplein dankt zijn naam aan de Rotterdamse Koopmansbeurs. Voor 1941 lag het Beursplein oostelijker, bij station Beurs, het huidige station Blaak.
Sinds de wederopbouw van Rotterdam is het Beursplein het middelpunt van het Rotterdamse winkelgebied. Aan het Beursplein zijn onder andere C&A, de HEMA, WE, H&M en Hudson's Bay gevestigd. In 1968 werd metrostation Beurs geopend, waarmee ook een ondergrondse voetgangersverbinding richting de Lijnbaan tot stand kwam.
Vanaf 1991 onderging het Beursplein een metamorfose. De naoorlogse warenhuizen aan de zuidkant van het plein zijn geheel vervangen door nieuwbouw en het plein zelf is uitgegraven tot Koopgoot (of Beurstraverse) en is in 1996 opgeleverd.
Admiraal de Ruyterweg ·
Admiraliteitskade ·
Aert van Nesstraat ·
Baan ·
Batavierenstraat ·
Beukelsdijk ·
Beursplein ·
Beurstraverse ·
Binnenweg ·
Binnenwegplein ·
Binnenrotte ·
Blaak ·
Boezemweg ·
Boompjes ·
Bosland ·
Botersloot ·
Burgemeester van Walsumweg ·
Churchillplein ·
Coolsingel ·
Coolvest ·
Eendrachtsplein ·
Eendrachtsweg ·
Geldersekade ·
Goudsesingel ·
's-Gravendijkwal ·
Haagseveer ·
Henegouwerlaan ·
Hofdijk ·
Hofplein ·
Hoogstraat ·
Jonker Fransstraat ·
Karel Doormanstraat ·
Kipstraat ·
Kolk ·
Koningin Emmaplein ·
Korte Hoogstraat ·
Kruiskade ·
Kruisplein ·
Leuvehoofd ·
Lijnbaan ·
Lombardkade ·
Maasboulevard ·
Mariniersweg ·
Mathenesserlaan ·
Mauritsweg ·
Meent ·
Museumpark ·
Oostmolenwerf ·
Oostplein ·
Oude Binnenweg ·
Parkkade ·
Parklaan ·
Pim Fortuynplaats ·
Plein 1940 ·
Pompenburg ·
Rochussenstraat ·
Saftlevenstraat ·
Schiedamsedijk ·
Schiedamse Vest ·
Schouwburgplein ·
Spaansekade ·
Stadhuisplein ·
Stationsplein ·
Stroveer ·
Van Oldenbarneveltstraat ·
Vasteland ·
Veerkade ·
Weena ·
Westblaak ·
Westerkade ·
West-Kruiskade ·
Westersingel ·
Westplein ·
Willemskade ·
Willemsplein ·
Witte de Withstraat